# Markušica
Markušica es un municipio de Croacia en el condado de Vukovar-Sirmia.

## Geografía
Se encuentra a una altitud de 88 m s. n. m. a 274 km de la capital nacional, Zagreb.

## Demografía
En el censo 2011 el total de población del municipio fue de 2 555 habitantes, distribuidos en las siguientes localidades:
- Gaboš - 516
- Karadžićevo - 194
- Markušica - 1 009
- Ostrovo - 612
- Podrinje - 224

| Gráfica de población de Markušica 1857-2011                         |
|                                                                     |
| Según los censos de población de la oficina estadística de Croacia. |